# Lady Hamilton (película de 1921)
Lady Hamilton es una película histórica muda alemana de 1921 dirigida por Richard Oswald y protagonizada por Liane Haid, Conrad Veidt y Werner Krauss. La película describe la historia de amor entre el almirante británico Lord Nelson y Lady Emma Hamilton. Se basó en dos novelas de Heinrich Vollrath Schumacher. Existe una copia de la película en un archivo cinematográfico ruso.
Los decorados de la película fueron diseñados por los directores de arte Hans Dreier y Paul Leni. El rodaje en exteriores tuvo lugar en Hamburgo, Londres, Nápoles, Roma y Venecia.

## Reparto
- Liane Haid como Lady Hamilton
- Conrad Veidt como Lord Nelson
- Werner Krauss como Lord William Hamilton
- Reinhold Schünzel como Fernando IV, rey de Nápoles
- Else Heims como Marie Caroline, reina de Nápoles
- Anton Pointner como Greville
- Julia Serda como Adele Nelson
- Georg Alexander como George, Príncipe de Gales (posteriormente, Jorge IV)
- Paul Bildt como Francesco Caraciollo, Ministro des Königs
- Theodor Loos como George Romney, ein berühmter Maler
- Hans Heinrich von Twardowski como Joshua Nesbitt, Nelsons Stiefsohn
- Gertrude Welcker como Arabella Kelly
- Adele Sandrock como Vorsteherin eines adeligen Stifts
- Kathe Oswald como Jane Middleton
- Celly de Rheydt como Phyrne
- Hugo Döblin como Doctor Graham, Kurpfuscher
- Heinrich George como Kapitän, Sir John Willett Payne
- Friedrich Kühne como Tug, Sir Johns Oberbootsmann
- Louis Ralph como Tom Kid, Matrose
- Ilka Grüning como Eine Wirtin
- Claire Krona como Emma Lyons Mutter
- Max Adalbert como drei lazaronis
- Max Gülstorff como drei lazaronis
- Hans Stürm como drei lazaronis
- Rudolf Meinhard-Jünger como Friseur
- Carl Geppert como Anderer friseur
- Adolf Klein como marinero
- Karl Platen como Kammerdiener des Königs
- Georg John como zwei Jacobiner
- Karl Römer como zwei Jacobiner